# Bataille de Médine (1812)
Pour les articles homonymes, voir Siège de Médine.
Guerre ottomano-wahhabite (en)
La bataille de Médine (en turc Medine Muharebesi, en arabe معركة المدينة المنورة) se déroule à l'automne 1812 à Médine, en Arabie, dans le cadre de la guerre ottomano-wahhabite (1811–1818). Elle oppose les troupes ottomanes dirigées par Toussoun Pacha (en), fils de Méhémet Ali, aux forces wahhabites commandées par Saoud ben Abdelaziz ben Mohammed (en).

## Déroulement
Méhémet Ali voyant son lieutenant Toussoun Pacha en difficulté, lui envoie un renfort de 10 000 hommes sous le commandement de Ahmet Aga, ce qui double les effectifs ottomans.
En novembre 1812, Toussoun parvient à occuper Médine et passe la garnison wahhabite au fil de l'épée : 1 000 têtes coupées seront entassées en une haute tour sur la route de Yanbu, qui est le port de Médine, sur la mer Rouge.